# Харрисон (Нью-Йорк)
Харрисон — малый город и деревня, расположенная в округе Уэстчестер, штат Нью-Йорк, примерно в 22 милях к северо-востоку от Манхэттена.
Население было 27 472 при переписи 2010 года. Её население 2019 года было оценено в 28,943 Бюро переписи населения США.
Деревня известна тем, что в ней находится штаб-квартира платёжной системы MasterCard и PepsiCo.